# Clito de Iliria
Clito (en griego antiguo Κλεῖτος) fue un dinasta de Iliria, heredero del reino de Dardania fundado por Bardilis I, su padre. Clito fue el padre de Bardilis II.

## Historia
Clito lideró la revuelta iliria de 335 a. C. contra el reino de Macedonia tras negociar acuerdos con los taulantios del rey Glaucias y los autariatas del rey Pleurias. Jefe de las tropas durante el asedio y la toma de Pelión por Alejandro Magno, al término de un bloqueo roto por las tropas taulantias, obligó al enemigo al repliegue. Cuando Alejandro retomó la ofensiva, dominando a los ejércitos ilirios desde las alturas vecinas, impidió a Clito y Glaucias dirigir un ataque conjunto. Tres días después, tras un combate nocturno, los campos enemigos se rindieron. Clito consiguió huir, recuperó su trono, y se convirtió en vasallo del reino de Macedonia.

## LaBatalla de Pelión
Alejandro contó con un aliado, Langaros, rey de los peonios agrianos: invadió los territorios de los autariatas, permitiendo a Alejandro combatir las tropas de un enemigo debilitado y en espera de refuerzos, después de prevenir y de impedir su llegada. El historiador Flavio Arriano informa del sacrificio de tres carneros negros, tres chicos y tres hijas para asegurarse la victoria de la Batalla de Pelión. La resistencia fue ardua y valiente; el general Filotas perdió una batalla contra la fortaleza un día antes de la llegada de refuerzos.
Atrapados, los ilirios contraatacaron y Alejandro respondió con tiros de catapulta, caballería y con los falangitas más disciplinados: Glaucias no hizo construir ni trincheras ni empalizadas, y Alejandro puso final al asedio gracias a una carga de arqueros durante la última noche de combates. Clito incendió su capital, para no dejar nada a los macedonios antes de huir.